# ウクライナの宗教

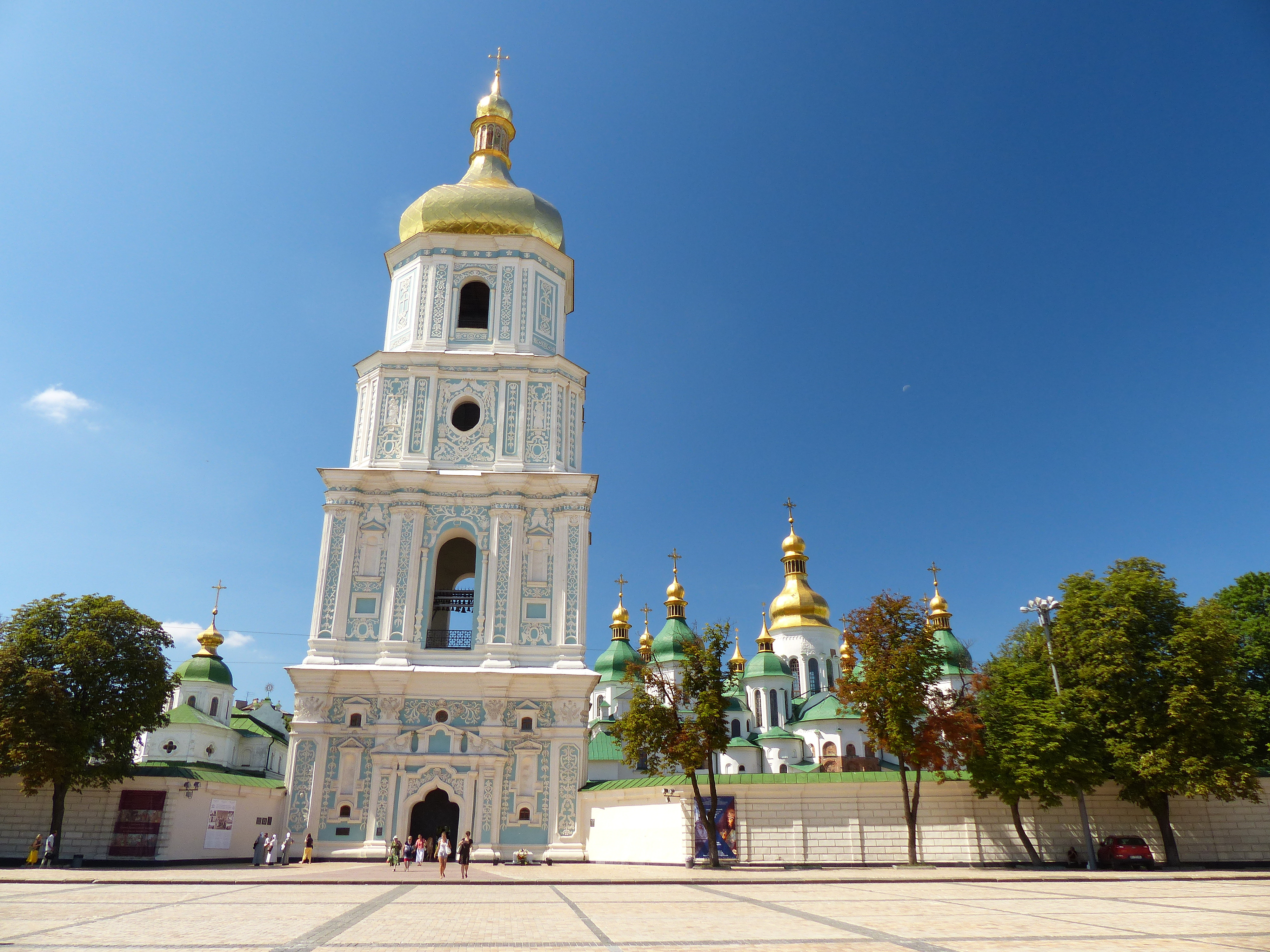
聖ソフィア大聖堂 (キエフ)は、ユネスコの世界遺産である。

本項ではウクライナの宗教（ウクライナのしゅうきょう）について記述する。

## 概要
2003年時点でウクライナの宗教は、東方正教会（ロシア正教）72％、東方典礼カトリック教会（ロシア正教の礼式でカトリックを受容）14.1％、プロテスタント2.4％、カトリック1.7％、イスラム教0.6％、ユダヤ教0.2％、その他9％。

## 歴史
現在のウクライナにあたる地域には古代、多神教や自然崇拝を行う部族が定住または往来していた。
ビザンティン典礼のキリスト教は紀元1000年になるまでに導入された。キエフのキリスト教を、ビザンティン帝国のキリスト教の優越性と同等の地位に持って行こうとした後の執筆者達は、イエス・キリストの使徒アンデレ自身が後にキエフに建設される遺跡を訪問したと想像した。
10世紀までには台頭しつつあった国家キエフ・ルーシ（キエフ・ロシア）は東ローマ帝国の影響を受けるようになり、945年か957年にコンスタンティノープルに嫁いだオリガが最初にキリスト教に改宗した実例として知られている。数年後、オリガの孫ウラジーミル公が人々をドニエプル川で受洗させた。これは古代ルーシ、後のロシアとウクライナに及ぶ東方正教会の長い優位性を誇る歴史の始まりだった。
ユダヤ人の貿易商が、黒海沿岸に建設されたギリシャの植民地に現れて以来、約2千年に渡ってウクライナにはユダヤ教が存続している。同時期に隣接するハザール・カガン国がユダヤ教の影響を受けた。13世紀以降、ウクライナでのユダヤ人の存在感は劇的に強まった。その後にウクライナでは、ユダヤ教の新しい教え、ハシディズムが確立された。
イスラム教は、クリミア・タタール人に受け容れられた。ジョチ・ウルスの後継国家の一つであるクリミア・ハン国がオスマン帝国の属国になったことを背景としている。
ウクライナやロシアの宗教は様々な段階を経たが、注目すべき時代はソビエト連邦時代である。共産主義に基づき、宗教に対する激しい弾圧が行われ、ウクライナおよびロシア住民の多くを占めた正教徒であっても、教会に通うことは難しかった。
ソビエト連邦の崩壊に伴う独立により制定されたウクライナ憲法では、信教の自由が保証されている。
後述するように、ウクライナには、正教会でも複数の系統の教会組織が存在する。ウクライナ紛争による反ロシア感情の高まりを背景にロシア正教会からの独立を志向するようになった少数派のウクライナ正教会・キエフ総主教庁は、2018年、新生ウクライナ正教会の創設によって消滅した。

## 社会の宗教的構造と主教な宗教・宗派
| ウクライナの宗教の内訳 | ウクライナの宗教の内訳 | ウクライナの宗教の内訳 | ウクライナの宗教の内訳 | ウクライナの宗教の内訳 |
| ---------------------- | ---------------------- | ---------------------- | ---------------------- | ---------------------- |
|                        |                        |                        |                        |                        |
| 東方正教会             | 東方正教会             |                        | 72%                    | 72%                    |
| 東方典礼カトリック教会 | 東方典礼カトリック教会 |                        | 14.1%                  | 14.1%                  |
| その他                 | その他                 |                        | 9%                     | 9%                     |
| プロテスタント         | プロテスタント         |                        | 2.4%                   | 2.4%                   |
| カトリック             | カトリック             |                        | 1.7%                   | 1.7%                   |
| イスラム教             | イスラム教             |                        | 0.6%                   | 0.6%                   |
| ユダヤ教               | ユダヤ教               |                        | 0.2%                   | 0.2%                   |

独立系組織のラズムコフ・センターによって編集された2003年の全国調査での概算によると、応答者の75.2%が神を信じており、22%は信じていないと回答している。37.4%が定期的に教会に通っていると答えた。
2006年1月1日の時点で、29262の宗教共同体を含めて30507の登録された宗教団体があった。政府は1679の未登録の宗教共同体があると推定している。宗教活動をしているウクライナ市民の90%以上がキリスト教徒で、その大多数は正教徒だった。ウクライナ西部がソ連の一部だったのは1931年から1941年までと1944年から1991年までで中部や東部より期間が短かったので、信仰生活はウクライナ西部で更に熱心な傾向がある。
ウクライナ社会でのそれぞれ異なる信仰告白は、全国規模の調査で概算されている。その結果は登録された宗教団体の公式の数とは異なっている。そういう訳でロシア正教会（今日のウクライナではウクライナ正教会モスクワ総主教庁系と呼ばれている）は、ロシア帝国やソビエト連邦時代でも、地方当局から寛大な扱いを受けていた。

「あなたはどの宗教団体に所属していますか」への回答（ラズムコフ・センターによる2006年の宗教状況に関する社会学的調査）
ウクライナ正教会キエフ総主教庁
ウクライナ正教会モスクワ総主教庁系
ウクライナ独立正教会
東方典礼カトリック教会
ローマ・カトリック教会

2006年にラズムコフ・センターは以下のように発表している:
- 14.9%の信者達が自らをウクライナ正教会・キエフ総主教庁に所属していると答えている。
- 10.9%がウクライナ正教会のモスクワ総主教庁系を信奉していると答えている。
- 5.3%がウクライナ東方カトリック教会（ユニア教会、ビザンティン教会、東方典礼教会とも呼ばれる）に所属していると答えている。
- 1.0%がウクライナ独立正教会に所属していると答えている。
- 0.6%がローマ・カトリック教会に所属していると答えている。
- 0.9%が自らをプロテスタント（ペンテコステ派、バプテスト派、ルーテル派、メノナイト派、アドヴェンティスト派）だと規定している。
- 0.1%がユダヤ教に従っていると答えている。
- 3.2%が「その他の教派」に所属していると述べた。
- 62.5%が信仰心を持っていないと答えたか、どの教会に忠誠を誓っているのかは明確でなかった（多くの正教徒ウクライナ人は特定の教派に自らを縛り付けず、論争そのものと同様にどの教会に参加しているのかさえ自覚しない。この事は特定の教会に関して参加人数を調査する事は不可能であると示している。）

ウクライナ全体の統計
- キリスト教徒 - 33.6%
  - 東方正教会 - 26.8%
  - カトリック - 5.9%
  - プロテスタント - 0.9%
- ユダヤ教徒 - 0.1%
- その他 - 3.2%
- 無所属/不明 - 62.5%

宗教共同体
- キリスト教徒 - 90.2%
  - 東方正教会 (キエフ系-55.3%、モスクワ系-40.8%、独立系-3.9%) - 72.0%
  - カトリック (東方典礼-89.2%、ローマ・カトリック-10.8%) - 15.8%
  - プロテスタント - 2.4%
- イスラム教徒 - 0.6%
- ユダヤ教徒 - 0.2%
- その他 - 2.2%

また、2001年でウクライナ全体で150万～200万人の正教古儀式派の諸派の信徒がいるという上記とは別の推計がある。これはウクライナの人口の約3～4%に相当する。

### ウクライナ正教会（2018年設立）
ウクライナ正教会は、ウクライナの全キリスト教会の中で最も信者数の多い教会である。2018年12月15日に、ウクライナ最大教派であったウクライナ正教会・キエフ総主教庁と、少数教派であったウクライナ独立正教会が統合して、新生「ウクライナ正教会」として発足した。
奉神礼の言語としては主にウクライナ語を使用している。

### ウクライナ正教会 (モスクワ総主教庁系)
ウクライナ正教会 (モスクワ総主教庁系)は35の教区と10875の共同体(ウクライナ全ての正教徒の約68%)を持っていて、それらの殆どはウクライナの中部、南部、東部の州に集中している。2007年までには、モスクワ総主教系の正教会は122の修道院、3519人の修道士と修道女、7509人の司祭、7755の教会、840の建設中の教会を保有していた。
モスクワ総主教庁系のウクライナ正教会はw:Volodymyr Sabodanキエフと全ウクライナ府主教が最高指導者を務めている。この教会は奉神礼の際には主に教会スラヴ語を使用する。

### ウクライナ正教会・キエフ総主教庁

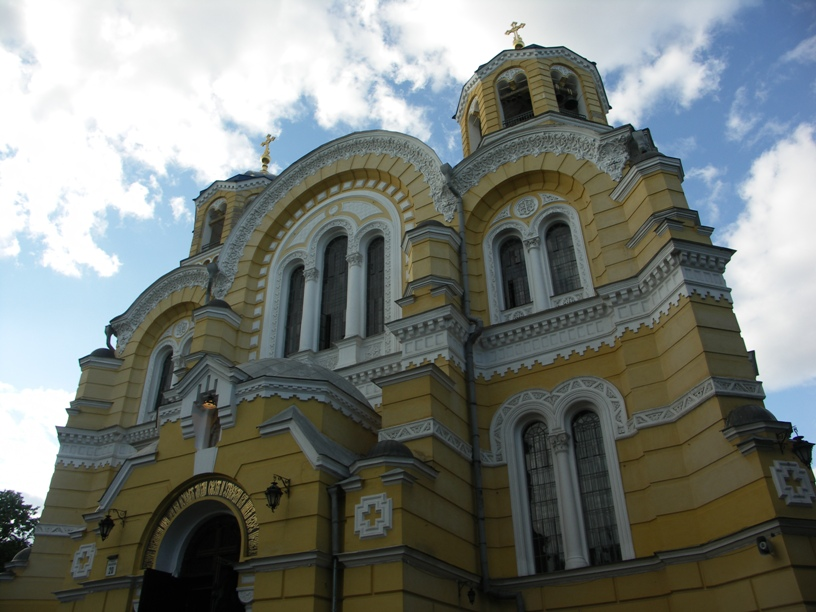
キエフにある聖ヴォロディームィル大聖堂

ウクライナ正教会・キエフ総主教庁はウクライナが独立した後に設立され、1995年以来フィラレート総主教がキエフと全ルーシ＝ウクライナの総主教という肩書きで最高指導者を務めていた。2018年、新生ウクライナ正教会の創設に伴い解消した。フィラレート総主教は以前にはロシア正教会のキエフと全ウクライナ府主教という肩書きだった。この教会はペトロー・モヒーラと直接結び付いていると主張している。
ロシアとウクライナの対立を背景に、キエフ総主教は独立を求めてロシア正教会から破門されていた。コンスタンディヌーポリ総主教庁による承認に対して、ロシア正教会報道官は「破壊的な決定」と批判した。
キエフ総主教庁系のウクライナ正教会は31の教区、3721の共同体、2816人の聖職者を抱えていた。約6割の信徒はウクライナの西部で暮らしている。
キエフ総主教庁系のウクライナ正教会は、奉神礼の言語としてウクライナ語と教会スラヴ語を使用している。

### ウクライナ独立正教会

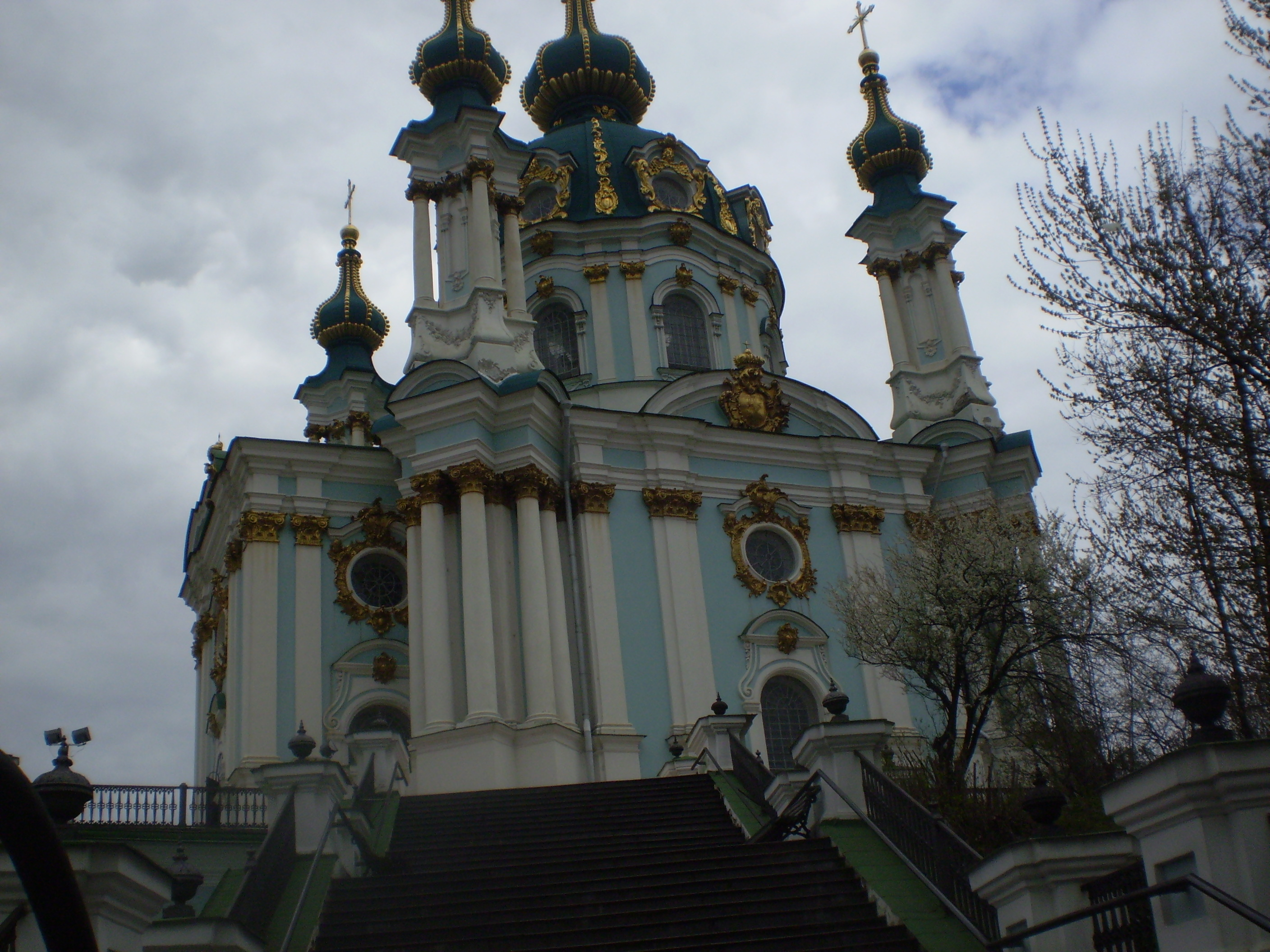
聖アンドリーイ教会

ウクライナ独立正教会は1919年にキエフで設立された。ソ連時代には非合法化されたが、1989年に再び合法化された。2018年、新生ウクライナ正教会の創設に伴い解消した。
この教会は12の教区、1166の共同体を持ち、約7割の信徒がウクライナの西部で暮らしている。この教会には686人の聖職者がいる。
将来のウクライナ正教会の統合を目指して、この教会は故ドミトリー総主教の後継者を指名しなかった。ウクライナ独立正教会は形式的にはテルノーピリとポジーリャのメトディオス府主教が最高指導者を務めていた。しかし、ハルキウ-ポルタヴァ、リヴィウ、リウネ-ヴォルィーニ、とタフリヤ教区の大部分がメトディオス府主教との関係を絶ち、イスタンブールに拠点を置くエキュメニカル派のヴァルソロメオス総主教の直接管轄に入る事を要求した。
ウクライナ独立正教会はウクライナ語を使用する。

### ロシア古正教会
正教古儀式派の司祭派に属するロシア古正教会はクレメンチューク市にウクライナ主教座を2010年10月25日に設置し、ニコラ（プロシン）がその主教を務めている。

### ロシア正教古儀式派教会
正教古儀式派の司祭派に属するロシア正教古儀式派教会は、2001年時点で55の教区を有し32人の聖職者を擁するキエフおよび全ウクライナの主教座をキエフ市に持っている。

### 古正教沿海派教会
正教古儀式派の無司祭派に属する古正教沿海派教会はウクライナに2004年時点で45の会衆を擁している。

### ウクライナ・ギリシア・カトリック教会
ウクライナ東方カトリック教会は同国で東方正教会に次いで第2位の規模を保っている。ブレスト合同は1596年に正教徒とローマ・カトリック教徒とを統合させる教会を作った。1946年にソ連によって非合法化されて1987年に合法化されて、ウクライナ東方カトリック教会は全世界で43年間に渡って禁止されていた単独で最大の宗教共同体であった。
ウクライナ東方カトリック教会は18の教区、3433の共同体、2136人の聖職者を抱えている。この教会の信徒は西部ウクライナで多数派を形成し、約4百万人の信徒がいる。
高位大司教スヴィアトスラヴがウクライナ東方カトリック教会の現在の最高指導者である。
ウクライナ東方カトリック教会はウクライナ語を使用する。

### ローマ・カトリック教会
カトリック教会は伝統的には民族ポーランド人の子孫が所属する教会であり、主に中部と東部に暮らしている。
ローマ・カトリック教会は7つの教区、879の共同体、499人の聖職者を抱え、約百万人の信徒に仕えていた。
この教会はポーランド語、ラテン語、ウクライナ語、そしてロシア語を使用する。

### ウクライナのプロテスタント教会
ウクライナでは人口の1%から3%近くがプロテスタント教徒であるが、彼らの25%のみが教会での関係を作っている。最大のプロテスタント教派はペンテコステ派であり、2500の教会と25万人の教会員がいる。彼らの一部は1560のカリスマ・キリスト教の集団を形成している。2500以上のバプティスト教会があり、15万人の信徒が所属している。その他にはメソジスト、メノナイト、ルーテル教会、長老派教会などの教会もある。副カルパティア改革教会はウクライナ最古のプロテスタント教会の一つである。

### その他のキリスト教会や運動
アルメニア・カトリック教会やアルメニア教会、その他の共同体も存在する。サンデー・アデラジャのエンバシー・オブ・ゴッド教会が他のペンテコステ派と同様に、全国で重要な存在感を保っている。エホバの証人の勢いも強く、2010年には末日聖徒イエス・キリスト教会がキエフ・ウクライナ寺院を建てた。他の活発な運動はセブンスデー・アドベンチスト教会とブランハミズムである。

### イスラム教

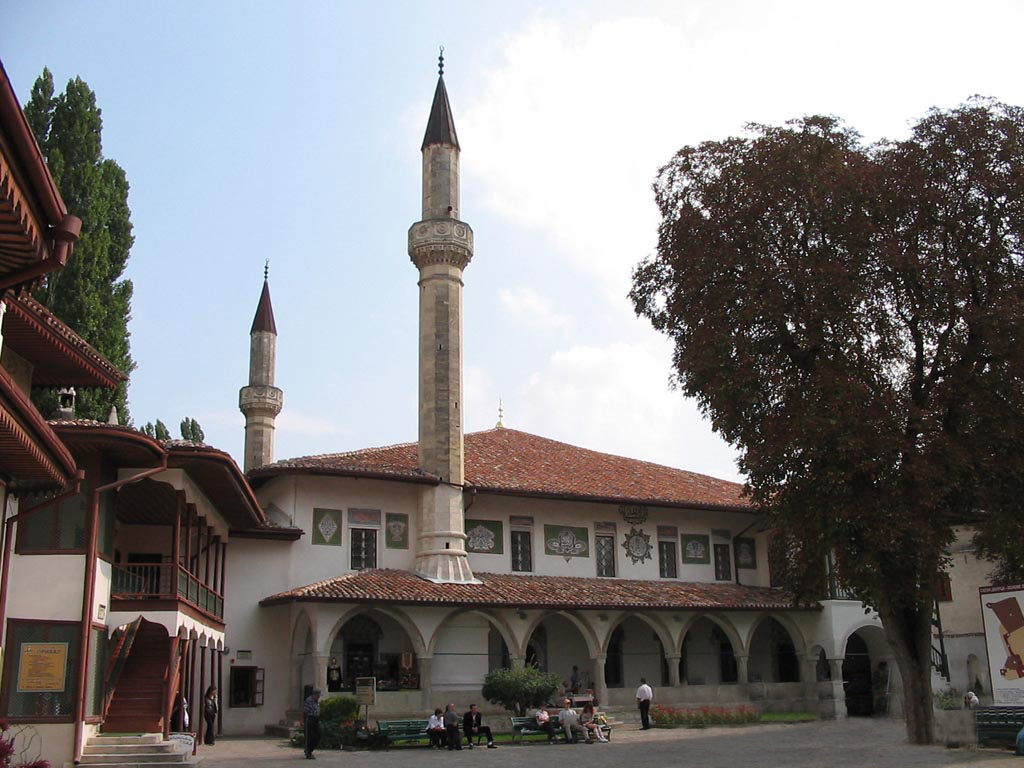
バフチサライにあるハザール・カガン国の宮殿は300年以上に渡ってイスラム教の中心地であった。

2009年のピュー・リサーチ・センターの報告によると、ウクライナには456,000人のイスラム教徒が暮らしていると見積もられている。クリミア半島では、人口の12%がイスラム教徒である。現代ウクライナの南部の草原には或る時代からテュルク系民族が暮らしており、彼らの殆どはハザール・カガン国崩壊以来、イスラム教徒であった。
クリミア・タタール人のみがこの国の唯一の先住イスラム教徒の民だった。ノガイ族はもう一つのイスラム教徒の集団で、ウクライナ南部の草原に暮らしていたが、18世紀から19世紀にかけてトルコに移住した。加えて、ソ連崩壊後にイスラム教徒の移民がウクライナの全ての主要都市に移住して来た。ウクライナには約150のモスクがある。多くのモスクは主にクリミア・タタール語、またはアラビア語、アゼルバイジャン語、ロシア語を使用している。

### ユダヤ教
現在のユダヤ人の人口規模は異なっている。国家統計委員会は103600人のユダヤ人がいると概算した。一部のユダヤ教指導者は、ユダヤ人の人口は300000人程度だと言った。観察者は35%から40%が活動している共同体だと信じた。240の登録されたユダヤ教の組織があった。最大教派は正統派ユダヤ教で104のハバド・ ルバヴィッチの共同体があった。改革派ユダヤ教は48の共同体を持っていた。
ユダヤ教の集会ではロシア語、ヘブライ語、イディッシュ語、そしてウクライナ語が使用される。

### ペイガニズム
最大のスラヴ・ネオペイガニズムの団体は1998年にハリーナ・ロツコ(Галина Лозко)によって設立された「ウクライナのネイティヴ信仰団体」(Об`єднання Рідновірів України)である。この組織はキエフ、ハルキウ、オデッサ、ボルィースピリ、チェルニーヒウ、ムィコラーイウ、リヴィウ、そしてユズノウクラインスクに支部を置いている。レフ・シレンコはリトナ・ウクラインスカ・ナツィオナルナ・ヴィラという団体を1966年にアメリカ合衆国のシカゴで設立し、1991年のソビエト連邦の崩壊後に唯一の彼らの寺院を母国に設立した。現在のRUNViraの最高司令部はアメリカ合衆国ニューヨーク州、スプリング・グレンにある。